# Moritz Russ
Moritz Russ  (* 27. September 2001 in Berlin-Treptow) ist ein deutscher Schriftsteller und Synchronsprecher.

## Synchronisationen
- 2011: Really Me – Der Star bin ich!: Clarke Cooper
- 2011: In Darkness: Pawel Chiger
- 2011: Rurouni Kenshin: Trust & Betrayal: Shinta
- 2011: Wer ist Hanna?: Miles
- 2011: Bummi: Eddi
- 2011: Das Angstmacherchen: Ben
- 2011: Pavor: Nikolas
- 2012: Christmas Planner – Was für eine Bescherung!: David
- 2012: Dark Shadows: David Collins
- 2012: Avis Autovermietung: Werbesprecher
- 2012: Mad Men: Bobby (Staffel 1–4)
- 2012: Detektiv Conan – Der elfte Stürmer: Tomofumi Motoura
- 2012: Judy Moody: Stinky
- 2012: Pandora Hearts: Philipp West
- 2012: The Big Bang Theory: Jeremy
- 2013: Spongebob Schwammkopf: Sänger im Chor
- 2013: Das Dschungelbuch: Mogli (Staffel 2)
- 2013: Pinocchio: Pinocchio
- 2013: Sibirische Erziehung: Kolyma
- 2013: Wild Bill – Vom Leben beschissen!: Jimmy
- 2014: Live Spiel: Lennart
- 2016: Violetta: Teo Lombardo (Staffel 3)
- 2017: Berlin und wir!: Homam (Staffel 2)
- 2018: Berlin und wir!: Hassan (Staffel 3)
- 2019: Domillumination in Regensburg: Lehrling
- 2019: Petunia Perkins und das Geheimnis der alten Villa: Linus

## Veröffentlichungen
- Moritz Russ: Fernweh. Books on Demand, Norderstedt 2017, ISBN 3-743-16401-9.
- Moritz Russ: Irgendwas. Books on Demand, Norderstedt 2017, ISBN 3-746-03111-7.